# Xã Vevay, Michigan
Xã Vevay (tiếng Anh: Vevay Township) là một xã thuộc quận Ingham, tiểu bang Michigan, Hoa Kỳ. Năm 2010, dân số của xã này là 3.537 người.